# ديفيد مونيوث
ديفيد مونيوث (بالإسبانية: David Muñoz)‏ هو طاهي إسباني، ولد في 15 يناير 1980 في مدريد في إسبانيا.

## وصلات خارجية
- الموقع الرسمي